# Conte Spencer

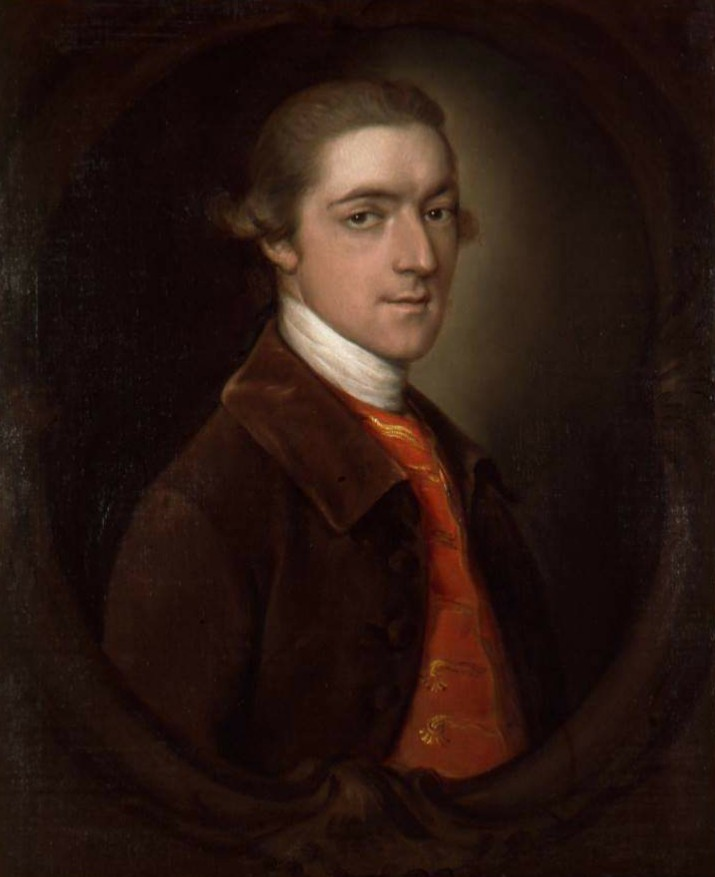
John Spencer, I visconte Spencer e I conte Spencer, ritratto da Thomas Gainsborough

Conte Spencer è un titolo nobiliare all'interno dei Pari di Gran Bretagna, istituito il 1º novembre 1765. Questo titolo fu concesso insieme a quello di Visconte Althorp, di Althorp nella Contea di Northamptonshire, a John Spencer, il quale vantava una discendenza da I duca di Marlborough. In precedenza, il 3 aprile 1761, a John Spencer era stato conferito il titolo di Visconte Spencer, di Althorp nella Contea di Northamptonshire, oltre al titolo di Barone Spencer di Althorp, di Althorp nella medesima contea.
Il futuro VI conte Spencer fu creato Visconte Althorp, di Great Brington nella Contea di Northamptonshire, il 19 dicembre 1905 fra la Paria del Regno Unito.
Il titolo di cortesia del figlio maggiore ed erede del Conte Spencer è Visconte Althorp.
La sede di famiglia è ad Althorp nel Northamptonshire. Le proprietà di famiglia includono importanti terreni posseduti in altre parti del paese, incluso il villaggio di North Creake nel Norfolk.
Diana, Principessa di Galles era la minore delle tre figlie femmine dell'VIII conte Spencer. Quindi il figlio di Diana, William, Principe di Galles,  futuro re del Regno Unito, è il nipote dell'VIII conte Spencer.

## Conti Spencer (1765)
- John Spencer, I conte Spencer (1734–1783)
- George John Spencer, II conte Spencer (1758–1834)
- John Charles Spencer, III conte Spencer (1782–1845)
- Frederick Spencer, IV conte Spencer (1798–1857)
- John Poyntz Spencer, V conte Spencer (1835–1910)
- Charles Robert Spencer, VI conte Spencer (1857–1922)
- Albert Edward John Spencer, VII conte Spencer (1892–1975)
- Edward John Spencer, VIII conte Spencer (1924–1992),padre di Diana Spencer,e nonno materno di William, duca di Cambridge e di Henry, duca di Sussex.
- Charles Edward Maurice Spencer, IX conte Spencer (n. 1964), fratello di Diana Spencer, e zio del Principe William, Principe del Galles, futuro re del Regno Unito, e del Principe Henry, Duca di Sussex.

## Linea di successione
- Louis Frederick John Spencer, visconte Althorp (n. 1994) (figlio maggiore del IX conte)
- The Hon. Edmund Charles Spencer (n. 2003) (figlio minore del IX conte)